# Beilschmiedia gitingensis
Beilschmiedia gitingensis är en lagerväxtart som först beskrevs av Adolph Daniel Edward Elmer, och fick sitt nu gällande namn av André Joseph Guillaume Henri Kostermans. Beilschmiedia gitingensis ingår i släktet Beilschmiedia och familjen lagerväxter. Inga underarter finns listade i Catalogue of Life.